# Élections municipales de 1983 dans l'Aisne
Les élections municipales françaises de 1983 ont eu lieu les 6 et 13 mars 1983. Le département de l'Aisne comptait 816 communes, dont 14 de plus de 3 500 habitants où les conseillers municipaux étaient élus selon un scrutin de liste avec représentation proportionnelle.

## Maires élus
Les maires élus à la suite des élections municipales dans les communes de plus de 3 500 habitants sont :
| Communes             | Population | Maire sortant      | Parti   | Parti   | Maire élu           | Parti | Parti |
| -------------------- | ---------- | ------------------ | ------- | ------- | ------------------- | ----- | ----- |
| Saint-Quentin        | 63 567     | Daniel Le Meur     |         | PCF     | Jacques Braconnier  |       | RPR   |
| Soissons             | 30 213     | Bernard Lefranc    |         | PS      | Bernard Lefranc     |       | PS    |
| Laon                 | 26 682     | Robert Aumont      |         | PS      | René Dosière        |       | PS    |
| Château-Thierry      | 14 557     | André Rossi        |         | UDF     | André Rossi         |       | UDF   |
| Chauny               | 13 435     | Yves Brinon        |         | UDF     | Yves Brinon         |       | UDF   |
| Tergnier             | 12 032     | Guy Ronsin         |         | DVD     | Jacques Desallangre |       | PS    |
| Hirson               | 11 348     | Raymond Mahoudeaux |         | PCF     | Georges Lapeyrie    |       | RPR   |
| Villers-Cotterêts    | 8 380      | Charles Baur       |         | UDF     | Charles Baur        |       | UDF   |
| Bohain-en-Vermandois | 7 271      | Yvan Rojo          |         | PCF     | Yvan Rojo           |       | PCF   |
| Gauchy               | 5 612      | Serge Monfourny    |         | PCF     | Serge Monfourny     |       | PCF   |
| Guise                | 6 195      | Daniel Cuvelier    |         | PS      | Daniel Cuvelier     |       | PS    |
| Belleu               | 4 263      | Inconnu            | Inconnu | Inconnu | Robert Cappe        |       | PS    |
| Saint-Michel         | 4 044      | Maurice Brugnon    |         | PS      | Maurice Brugnon     |       | PS    |
| Fresnoy-le-Grand     | 3 632      | Henri Van Maele    |         | UDF     | Roland Vauquieres   |       | UDF   |

### Résultats en nombre de maires
| Partis       | Partis                             | Maires sortants | Maires élus | Évolution     |
| ------------ | ---------------------------------- | --------------- | ----------- | ------------- |
|              | Parti socialiste                   | 4               | 6           | 2             |
|              | Parti communiste français          | 4               | 2           | 2             |
| Total gauche | Total gauche                       | 8               | 8           | en stagnation |
|              | Union pour la démocratie française | 4               | 4           | en stagnation |
|              | Rassemblement pour la République   | 0               | 2           | 2             |
|              | Divers droite                      | 1               | 0           | 1             |
| Total droite | Total droite                       | 5               | 6           | 1             |
| Total        | Total                              | 13              | 14          | -             |

## Résultats dans les communes de plus de3 000 habitants

### Chauny
- Maire sortant : Yves Brinon (UDF), réélu.

| Candidat        | Candidat          | Parti                       | Premier tour | Premier tour | Premier tour | Sièges                   | Sièges |
| Candidat        | Candidat          | Parti                       | Voix         | %            | +/-          | -                        | +/-    |
| --------------- | ----------------- | --------------------------- | ------------ | ------------ | ------------ | ------------------------ | ------ |
|                 | Yves Brinon*      | UDF-RPR                     | 4 022        | 63,13        | 8,0          | 28 (11 DVD,8 UDF, 7 RPR) | 1      |
|                 | Jean-Luc Lanouilh | Union de la gauche (PCF-PS) | 2 130        | 33,43        | 5,7          | 5 (3 PCF, 2 PS)          | 5      |
|                 | M. Roger          | LCR                         | 218          | 3,42         | Nv           | 0                        |        |
|                 |                   |                             |              |              |              |                          |        |
| Exprimés        | Exprimés          | Exprimés                    | 6 571        | 97,49        |              |                          |        |
| Blancs et nuls  | Blancs et nuls    | Blancs et nuls              | 169          | 2,51         |              |                          |        |
| Total           | Total             | Total                       | 6 740        | 76,87        |              |                          |        |
| Abstention      | Abstention        | Abstention                  | 2 028        | 23,13        |              |                          |        |
| Inscrits        | Inscrits          | Inscrits                    | 8 768        | 100,00       |              |                          |        |
| * maire sortant |                   |                             |              |              |              |                          |        |

### Château-Thierry
- Maire sortant : André Rossi (UDF), réélu.

| Candidat        | Candidat       | Parti                       | Premier tour | Premier tour | Premier tour | Sièges                   | Sièges |
| Candidat        | Candidat       | Parti                       | Voix         | %            | +/-          | -                        | +/-    |
| --------------- | -------------- | --------------------------- | ------------ | ------------ | ------------ | ------------------------ | ------ |
|                 | André Rossi*   | UDF-RPR                     | 3 698        | 56,27        | 8,0          | 26 (11 DVD,8 UDF, 7 RPR) | 7      |
|                 | Pierre Lemret  | Union de la gauche (PCF-PS) | 2 873        | 43,72        | 5,7          | 7 (4 PCF, 3 PS)          | 1      |
|                 |                |                             |              |              |              |                          |        |
| Exprimés        | Exprimés       | Exprimés                    | 6 571        | 97,49        |              |                          |        |
| Blancs et nuls  | Blancs et nuls | Blancs et nuls              | 169          | 2,51         |              |                          |        |
| Total           | Total          | Total                       | 6 740        | 76,87        |              |                          |        |
| Abstention      | Abstention     | Abstention                  | 2 028        | 23,13        |              |                          |        |
| Inscrits        | Inscrits       | Inscrits                    | 8 768        | 100,00       |              |                          |        |
| * maire sortant |                |                             |              |              |              |                          |        |

### Laon
- Maire sortant : Robert Aumont (PS) 1977-1983
- Maire élu: René Dosière (PS)

| Candidat       | Candidat           | Parti                       | Premier tour | Premier tour | Premier tour | Sièges                  | Sièges |
| Candidat       | Candidat           | Parti                       | Voix         | %            | +/-          | -                       | +/-    |
| -------------- | ------------------ | --------------------------- | ------------ | ------------ | ------------ | ----------------------- | ------ |
|                | René Dosière       | Union de la gauche (PS-PCF) | 6 473        | 51,23        | 2,3          | 27 (20 PS, 7 PCF)       | 0      |
|                | Jean-Claude Lamant | RPR-UDF                     | 6 160        | 48,76        | 2,8          | 8 (3 RPR, 3 UDF, 2 DVD) | 8      |
|                |                    |                             |              |              |              |                         |        |
| Exprimés       | Exprimés           | Exprimés                    | 12 633       | 96,92        |              |                         |        |
| Blancs et nuls | Blancs et nuls     | Blancs et nuls              | 402          | 3,08         |              |                         |        |
| Total          | Total              | Total                       | 13 035       | 78,92        |              |                         |        |
| Abstention     | Abstention         | Abstention                  | 3 483        | 21,08        |              |                         |        |
| Inscrits       | Inscrits           | Inscrits                    | 16 518       | 100,00       |              |                         |        |

### Saint-Quentin
- Maire sortant : Daniel Le Meur (PCF) 1977-1983
- Maire élu : Jacques Braconnier (RPR) 1966-1977

| Candidat        | Candidat           | Parti                       | Premier tour | Premier tour | Premier tour | Second tour | Second tour | Sièges                                       | Sièges |
| Candidat        | Candidat           | Parti                       | Voix         | %            | +/-          | Voix        | %           | -                                            | +/-    |
| --------------- | ------------------ | --------------------------- | ------------ | ------------ | ------------ | ----------- | ----------- | -------------------------------------------- | ------ |
|                 | Jacques Braconnier | RPR-UDF                     | 13 094       | 44,41        | 3,6          | 16 457      | 50,90       | 37 (10 RPR, 10 UDF, 10 DVD, 7 Action locale) | 37     |
|                 | Christian Huguet   | Action locale               | 3 547        | 12,03        | Nv           | 16 457      | 50,90       | 37 (10 RPR, 10 UDF, 10 DVD, 7 Action locale) | 37     |
|                 | Daniel Le Meur*    | Union de la gauche (PCF-PS) | 12 838       | 43,54        | 8,5          | 15 813      | 49,10       | 12 (6 PCF, 6 PS)                             | 25     |
|                 |                    |                             |              |              |              |             |             |                                              |        |
| Exprimés        | Exprimés           | Exprimés                    | 29 479       | 95,55        |              | 32 330      | 97,26       |                                              |        |
| Blancs et nuls  | Blancs et nuls     | Blancs et nuls              | 1 374        | 4,45         | 911          | 2,74        |             |                                              |        |
| Total           | Total              | Total                       | 30 853       | 75,83        | -            | 33 241      | 81,70       |                                              |        |
| Abstention      | Abstention         | Abstention                  | 9 834        | 24,17        |              | 7 446       | 18,30       |                                              |        |
| Inscrits        | Inscrits           | Inscrits                    | 40 687       | 100,00       | 40 687       | 100,00      |             |                                              |        |
| * maire sortant |                    |                             |              |              |              |             |             |                                              |        |

### Soissons
- Maire sortant : Bernard Lefranc (PS), réélu.

|                 | Bernard Lefranc* | PS-PCF         | 7 135  | 55,80  | 6,9 | 28 (13 PS, 10 PCF, 5 DVG) | 6 |
|                 | M. Dufour        | RPR-UDF        | 5 651  | 44,20  | 4,8 | 7 (4 RPR, 3 UDF)          | 2 |
|                 |                  |                |        |        |     |                           |   |
| Exprimés        | Exprimés         | Exprimés       | 12 787 | 96,47  |     |                           |   |
| Blancs et nuls  | Blancs et nuls   | Blancs et nuls | 468    | 3,53   |     |                           |   |
| Total           | Total            | Total          | 13 255 | 73,91  |     |                           |   |
| Abstention      | Abstention       | Abstention     | 4 681  | 26,09  |     |                           |   |
| Inscrits        | Inscrits         | Inscrits       | 17 936 | 100,00 |     |                           |   |
| * maire sortant |                  |                |        |        |     |                           |   |